# NES Remix
NES Remix, conhecido no Japão como Famicom Remix (ファミコンリミックス, Famikon Rimikkusu), é um jogo eletrônico desenvolvido pela indieszero e pela Nintendo Entertainment Analysis & Development para o Wii U. O jogo foi anunciado em um Nintendo Direct em 18 de dezembro de 2013 e foi disponibilizado na Nintendo eShop logo após a apresentação.
Uma sequência, NES Remix 2 (Famicom Remix 2 (ファミコンリミックス2)), foi lançada em abril de 2014.
Uma edição que consiste em ambos os jogos, intitulada Famicom Remix 1+2, foi lançada em mídia física no Japão em abril de 2014 e foi lançada no continente americano em dezembro do mesmo ano com o título NES Remix Pack.
Uma versão para Nintendo 3DS, chamada Ultimate NES Remix, foi lançada no quarto trimestre de 2014.

## Jogabilidade
NES Remix é um título de compilação que reúne vários jogos de NES e os divide em mais de 200 pequenos desafios. Estes desafios cronometrados incluem tarefas como concluir um estágio sem perder a vida ou derrotar um determinado número de inimigos usando um power-up.
Os Remix Stages, como o nome sugere, são remixes dos jogos originais que oferecem desafios inéditos, como concluir um estágio de Donkey Kong com Link, incapaz de saltar, no lugar do Mario, ou passar pelo estágio 1-3 de Super Mario Bros. tentando evitar grandes Bullet Bills. Um bom desempenho nos jogos é recompensado por estrelas e pontos que desbloqueiam novos desafios. Os jogadores podem também desbloquear selos, que podem ser usados em mensagens no Miiverse.
Off-TV Play também é suportado.

### Jogos

#### NES Remix
- Balloon Fight
- Baseball
- Clu Clu Land
- Donkey Kong
- Donkey Kong Jr.
- Donkey Kong 3
- Excitebike
- Golf
- Ice Climber
- Mario Bros.
- Pinball
- Super Mario Bros.
- Tennis
- The Legend of Zelda
- Urban Champion
- Wrecking Crew

#### NES Remix 2
- Dr. Mario
- Ice Hockey
- Kid Icarus
- Kirby's Adventure
- Mario Open Golf
- Metroid
- Punch-Out!!
- Super Mario Bros.: The Lost Levels
- Super Mario Bros. 2
- Super Mario Bros. 3
- Wario's Woods
- Zelda II: The Adventure of Link

NES Remix 2 tem também um modo chamado Super Luigi Bros., uma versão de Super Mario Bros. com níveis espelhados e protagonizada por Luigi. Ele apresenta capacidade de salto mais alto, introduzida em Super Mario Bros.: The Lost Levels.

#### Ultimate NES Remix
- Balloon Fight
- Donkey Kong
- Donkey Kong Jr.
- Dr. Mario
- Excitebike
- Kid Icarus
- Kirby's Adventure
- Mario Bros.
- Metroid
- Punch-Out!!
- Super Mario Bros.
- Super Mario Bros.: The Lost Levels
- Super Mario Bros. 2
- Super Mario Bros. 3
- The Legend of Zelda
- Zelda II: The Adventure of Link